# Uherské Hradiště
Uherské Hradiště (wym. [ˈuɦɛrskɛː ˈɦraɟɪʃcɛ], niem. Ungarisch Hradisch) – miasto w Czechach, w kraju zlinskim, stolica powiatu. Według danych z 31 grudnia 2003 powierzchnia miasta wynosiła 2 126 ha, a liczba jego mieszkańców 26 421 osób.

## Miasta partnerskie
- Bridgwater, Wielka Brytania
- Mayen, Niemcy
- Skalica, Słowacja
- Trenczyn, Słowacja
- Krosno, Polska

## Demografia
| Rok             | 1970   | 1980   | 1991   | 2001   | 2003   |
| --------------- | ------ | ------ | ------ | ------ | ------ |
| Liczba ludności | 19 427 | 25 015 | 26 765 | 26 876 | 26 421 |